# Брантли (окръг, Джорджия)
Окръг Брантли (на английски: Brantley County) е окръг в щата Джорджия, Съединени американски щати. Площта му е 1158 km², а населението - 15 753 души. Административен център е град Нахунта.